# Internetzugang

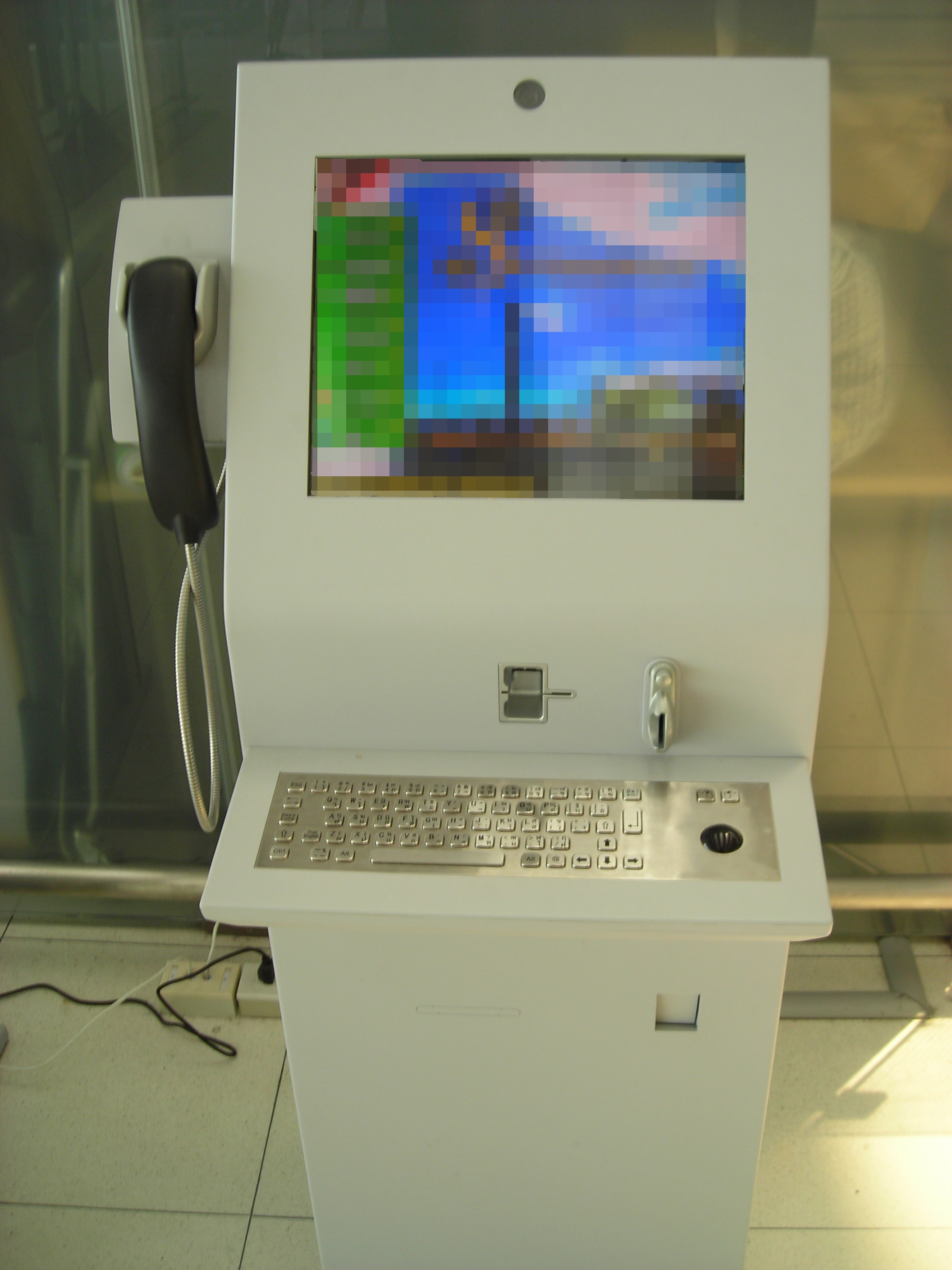
Öffentliches Internet-Terminal, Suvarnabhumi International Airport, Thailand, 2007

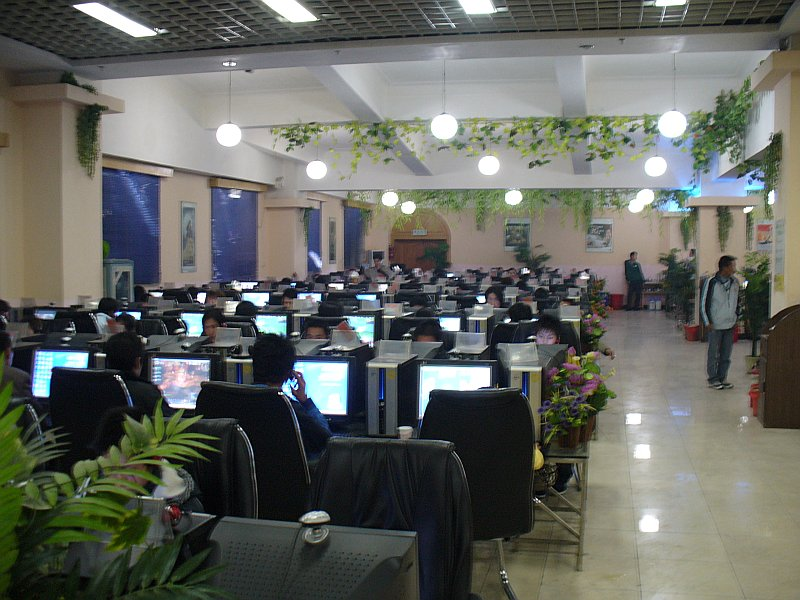
Internetcafé in China, 2006

Ein Internetzugang (auch Internetanschluss, Internetverbindung) bezeichnet im Allgemeinen die Nachrichtenverbindung eines Computers oder eines Netzwerkes mit dem Internet.
Grundsätzlich wird unterschieden zwischen der Breitband-Datenfernübertragung (in der Regel per DSL- oder Kabelmodem) und den herkömmlichen Schmalband-Verbindungen per Telefonmodem oder per ISDN sowie den mobilen Verbindungen über 5G, LTE, HSDPA, UMTS, EDGE oder GPRS.
Eine Erhebung des Statistischen Bundesamtes aus dem Jahr 2020 kommt zu dem Ergebnis, dass 92 % aller privaten Haushalte in Deutschland über einen Zugang zum Internet verfügen. 91 % aller privaten Haushalte verfügten zum Erhebungszeitpunkt über einen Breitbandanschluss.

## Voraussetzungen
Internetverbindungen für private Teilnehmer sind in der Regel nur mit einem Dienstleistungsvertrag mit einem Internetdienstanbieter (Internet Service Provider, ISP), der gleichzeitig Zugangsdienste anbietet oder einem Internetzugangsanbieter (Internet Access Provider, IAP) möglich (auch bei einer Internet-by-Call-Verbindung besteht ein Dienstleistungsvertrag). Die Verbindung wird über einen Einwahlknoten bzw. einen Breitband-PoP und ein kundenseitig installiertes Modem oder ISDN-Endgerät aufgebaut, im Fall von leitungsgebundenem Zugang regelmäßig über die Teilnehmeranschlussleitung oder das TV-Kabelnetz.
Das Endgerät muss weiter mit dem einzelnen Rechner oder dem lokalen Rechnernetz verbunden werden – per Kabel (LAN, d. h. drahtgebunden), Wireless LAN, Bluetooth (Funk) oder über das Stromnetz. Ferner ist für das Modem ein Gerätetreiber notwendig. Der Datendurchsatz des Datenaustauschs wird mit Bit pro Sekunde (bit/s oder b/s) bemessen, im weitverbreiteten DSL-Standard werden im Allgemeinen mindestens 1024 kbit/s (kilobit/s) in Download- und 128 kbit/s in Uploadrichtung übertragen.
Eine Verbindung kann über GMDSS, UMTS oder anders mobiles Internet oder einen Surfstick aufgebaut werden. Die SIM-Karten müssen zuvor für das Internet freigeschaltet werden.
Zusammenfassend sind die folgenden telekommunikativen Verbindungen denkbar: Dial-up, ISDN, DSL-Varianten (ADSL, SDSL, VDSL, PortableDSL, Internetzugang über Satellit), Kabelmodem, WLAN, WiBro, WiMAX, Mobilfunk (LTE, CSD und HSCSD, GPRS, EDGE, UMTS mit HSDPA, WAP), Glasfasernetz, Trägerfrequenzanlage (Powerline Communication) und xMax (nur in Nordamerika).

## Kosten
Es fallen je nach Vertrag beim Nutzer zusätzlich zur Grundgebühr Verbindungsentgelte für die Nutzung und Gebühren für erforderliche Empfangsgeräte an. Sie richten sich pro Abrechnungsperiode nach
- dem Datenvolumen der übertragenen Daten oder
- dem Zeitraum der Nutzung einer Verbindung (Zeittarif) oder sind
- unlimitiert. In diesem Fall werden die Kosten pauschal mit einer Flatrate abgerechnet.

Anbieter freier Funknetze bieten den kostenlosen Internetzugang wegen Idealismus oder beabsichtigter künftiger Kundenbindung an.
In der Schweiz wird im Jahr 2014 mehrheitlich ein Flatrate-Angebot genutzt. Dabei belaufen sich die durchschnittlichen Kosten für ein Abonnement auf 1068 Franken pro Jahr. Dies entspricht einer Abnahme von 65 % gegenüber dem Preis von 1997. Damals zahlte man nicht nur die Nutzung, sondern auch die Zeit der Verbindung. Man musste zusätzlich zur Internetnutzung außerdem noch die Telefonleitung bezahlen. Ein Internet-Abonnement in der Schweiz belief sich somit im Durchschnitt auf rund 2880 Franken jährlich.

## Nutzung

### Technisch
- IP-Telefonie und ISDN over IP

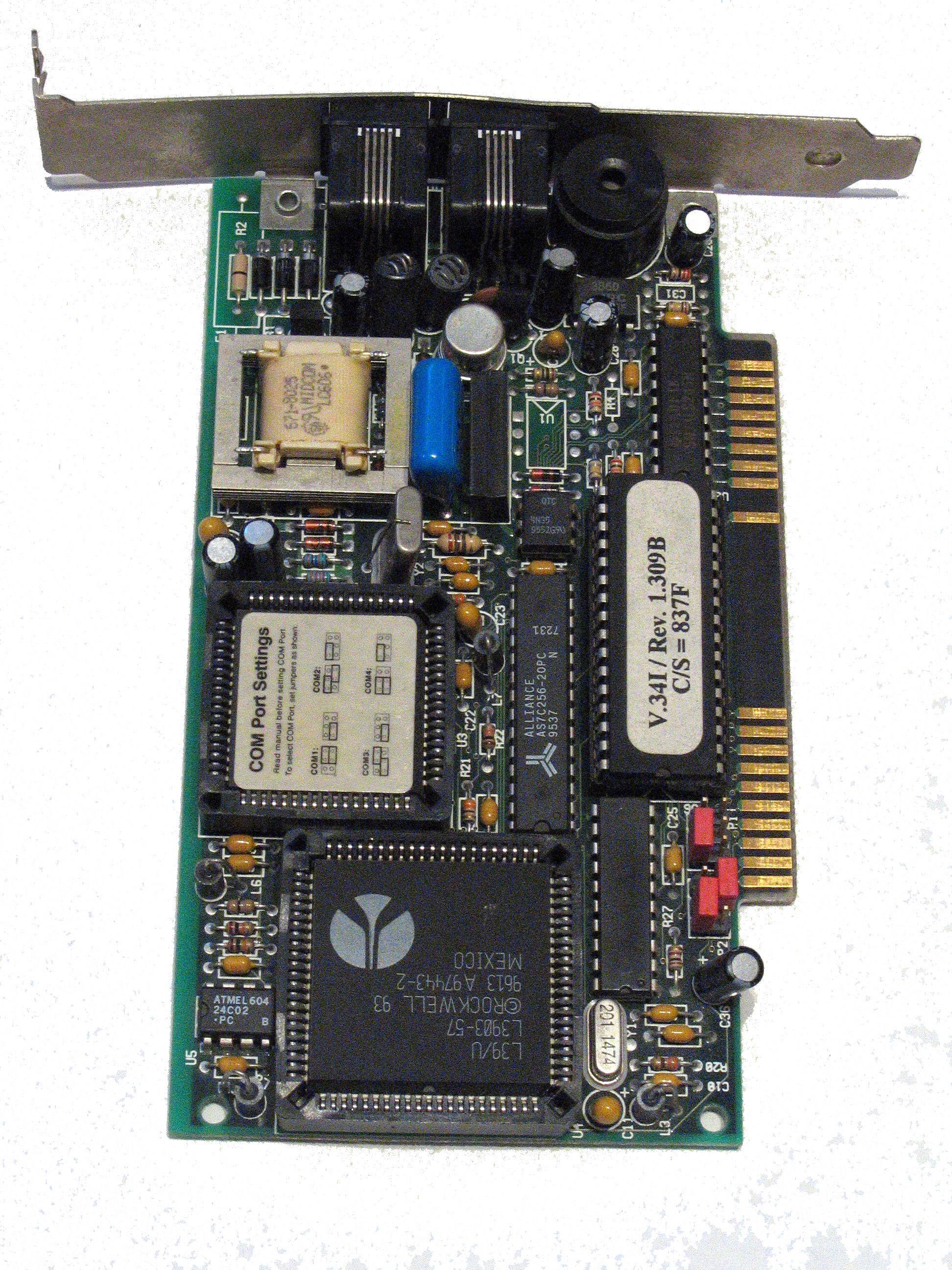
Modem (V.34-Standard) nach ISA-Standard, obsolet seit den 1990er Jahren

- Internetsurfen (Ansteuern von Dateien, die über Server erreichbar sind, beispielsweise  Homepages/Websites/Netzpublikationen, E-Mails (sofern via POP3), Webcam)
- Datenübertragung zwischen Server und Client, oder dezentral zwischen vielen Clients untereinander, etwa durch FTP oder Peer to Peer

- IPTV (Fernsehen)
- Internet Protocol
- Internetprotokollfamilie
- WAP und I-mode (jeweils für moderne Mobiltelefone)

Eine Internetverbindung besteht ab der Einwahl in das Netz des ISP, nicht zwingend durch das Aktivieren des Browser-Fensters.
Nach 24 Stunden Online-Zeit wird bei vielen Providern eine Zwangstrennung vorgenommen.

### Vertragsrecht
Die Bereitstellung der Internetleitung ist in Deutschland gemeinhin ein Dienstvertrag. Die Abschaltung des Anschlusses erfolgt in Deutschland gem. § 45k Telekommunikationsgesetz, nicht nur nach jeweiliger AGB. Hierzu gibt es zahlreiche Entscheidungen in der Rechtsprechung.

### Medial-politisch
Mit dem Zugang zum Internet ist auch eine mediale sowie teilweise politische Komponente verbunden, da es in der Medienlandschaft zunehmend eine wichtige Rolle einnimmt. Im Jahr 2013 hat der Bundesgerichtshof erklärt, dass das Internet zur Lebensgrundlage von Privatpersonen gehört.
Die Möglichkeit, von Internetverbindungen Gebrauch zu machen, hat auch eine digitale Kluft in der Informationswissenschaft geschaffen. Hierbei handelt es sich um ein kulturell-wissenschaftliches Hintertreffen aufgrund eines fehlenden Zugangs zu Informationen im Internet. Sie ist eine technische Blockade, die eine politische Intention hat. Eine weitere Einschränkung besteht in der Zensur in der Informationskontrolle (zum Beispiel in der Volksrepublik China). Sie steuert den Zugang zu politisch relevanten Informationen oder zu Pornographie, selten zur Religion. So sollen der Bevölkerung Informationen vorenthalten werden, die der amtierenden Regierung nicht genehm sind. Beispiele für die politisch motivierte Zensur sind Kritik an der Regierung, an Politikern, am politischen Handeln oder an der Staatsform.

## Verbreitung
Die Bevölkerung der folgenden Länder ist zu einem großen Teil mit dem Internet verbunden: Australien, Dänemark, Deutschland, Finnland, Frankreich, Großbritannien, Hongkong, Irland, Island, Italien, Japan, Kanada, Luxemburg, Macau, Neuseeland, Niederlande, Norwegen, Österreich, Polen, Portugal, Schweden, Schweiz, Singapur, Südkorea, Thailand, Türkei und Vereinigte Staaten. Die meisten dieser Länder sind Industrienationen beziehungsweise Schwellenländer. Nach Ermittlungen des Statistischen Bundesamtes verfügten im Jahre 2011 73 % der deutschen Haushalte über einen Internetanschluss, der Großteil (93 %) davon über einen Breitbandanschluss. Im Jahre 2021 waren es 92 % der Haushalte, von denen 91 % einen Breitbandanschluss besaßen.
In zunehmendem Maß genügt jedoch ein schmalbandiger Internetzugang nicht mehr den Bandbreitenanforderungen vieler Internet-Anwendungen, die inzwischen eine Breitband-Anbindung voraussetzen. Besteht keine ausreichende Versorgung mit Internetzugängen, spricht man von einer digitalen Kluft.
Die weltweite, mittlere Geschwindigkeit von Breitband-Internet-Verbindungen im Festnetz beträgt ca. 7,2 Mbit/s (Stand 1. Quartal 2017). Die folgende Tabelle listet die führenden Länder gemäß dem akamai’s [state of the internet] - Q1 2017 report auf:
| Platz | Land                  | Durchschnitts- geschwindigkeit (IPv4) | Veränderung zum Vorjahr |
| ----- | --------------------- | ------------------------------------- | ----------------------- |
| -     | Globaler Durchschnitt | 7,2 Mbit/s                            | +15,0 %                 |
| 1     | Südkorea              | 28,6 Mbit/s                           | −1,7 %                  |
| 2     | Norwegen              | 23,5 Mbit/s                           | +10,0 %                 |
| 3     | Schweden              | 22,5 Mbit/s                           | +9,2 %                  |
| 4     | Hong Kong             | 21,9 Mbit/s                           | +10,0 %                 |
| 5     | Schweiz               | 21,7 Mbit/s                           | +16,0 %                 |
| 6     | Finnland              | 20,5 Mbit/s                           | +15,0 %                 |
| 7     | Singapur              | 20,3 Mbit/s                           | +23,0 %                 |
| 8     | Japan                 | 20,2 Mbit/s                           | +11,0 %                 |
| 9     | Dänemark              | 20,1 Mbit/s                           | +17,0 %                 |
| 10    | USA                   | 18,7 Mbit/s                           | +22,0 %                 |
| 11    | N/A (sic!)            | - Mbit/s                              | - %                     |
| 12    | Niederlande           | 17,4 Mbit/s                           | −2,9 %                  |
| 13    | Rumänien              | 17,0 Mbit/s                           | +5,7 %                  |
| 14    | Tschechien            | 16,9 Mbit/s                           | −4,7 %                  |
| 15    | Großbritannien        | 16,9 Mbit/s                           | +13,0 %                 |
| 16    | Taiwan                | 16,9 Mbit/s                           | +14,0 %                 |
| 17    | Litauen               | 16,6 Mbit/s                           | −9,5 %                  |
| 18    | N/A (sic!)            | - Mbit/s                              | - %                     |
| 19    | N/A (sic!)            | - Mbit/s                              | - %                     |
| 20    | Kanada                | 16,2 Mbit/s                           | +13,0 %                 |
| 21    | Thailand              | 16,0 Mbit/s                           | +49,0 %                 |
| 22    | Irland                | 15,6 Mbit/s                           | +8,5 %                  |
| 23    | Bulgarien             | 15,5 Mbit/s                           | −1,7 %                  |
| 24    | Spanien               | 15,5 Mbit/s                           | +16 %                   |
| 25    | Deutschland           | 15,3 Mbit/s                           | +9,8 %                  |

Für die Situation in Europa ist interessant, dass ein kleines und wirtschaftlich schwaches Land wie Rumänien mit EU-Hilfen den Anschluss an die Weltspitze hält, während das wirtschaftlich stärkste Land der EU, Deutschland, kontinuierlich absteigt und den Anschluss zu verlieren scheint. Zudem gab es 2018 in Deutschland 10 Millionen Menschen im Alter ab 70 Jahren, die noch nie online waren.

## Sonstiges
Außer an Arbeitsplätzen gibt es auch unterwegs Möglichkeiten, einen Internetzugang zu erhalten: Hotspots, Smartphones sowie Internet-Terminals (Münzeinwurf oder Wertkarte).

## Protokolle
Netzwerkprotokolle für den authentifizierten Internetzugang sind beispielsweise:
- Point-to-Point Protocol (PPP)

ermöglicht den Internetzugang über eine Wählleitung.
- PPP-over-Ethernet-Protokoll (PPPoE)

ermöglicht den Internetzugang über das Ethernet-Protokoll.
- Point-to-Point Tunneling Protocol (PPTP)

wird häufig in Österreich, Italien und Belgien, selten jedoch in Deutschland verwendet.

## IP-Adresse
Für jeden Internetzugang ist eine IP-Adresse notwendig, mit der der Benutzer im Internet agiert. Diese ist entweder dynamisch, der Internetdienstanbieter vergibt dabei in gewissen Zeitabständen (z. B. täglich) eine neue IP-Adresse, oder statisch, der Internetzugang benutzt immer dieselbe IP-Adresse. Verschiedene Techniken darunter die Network Address Translation (NAT) ermöglichen einen Internetzugang für mehrere Benutzer, die sich eine IP-Adresse teilen.